# Kombinált fuvarozás

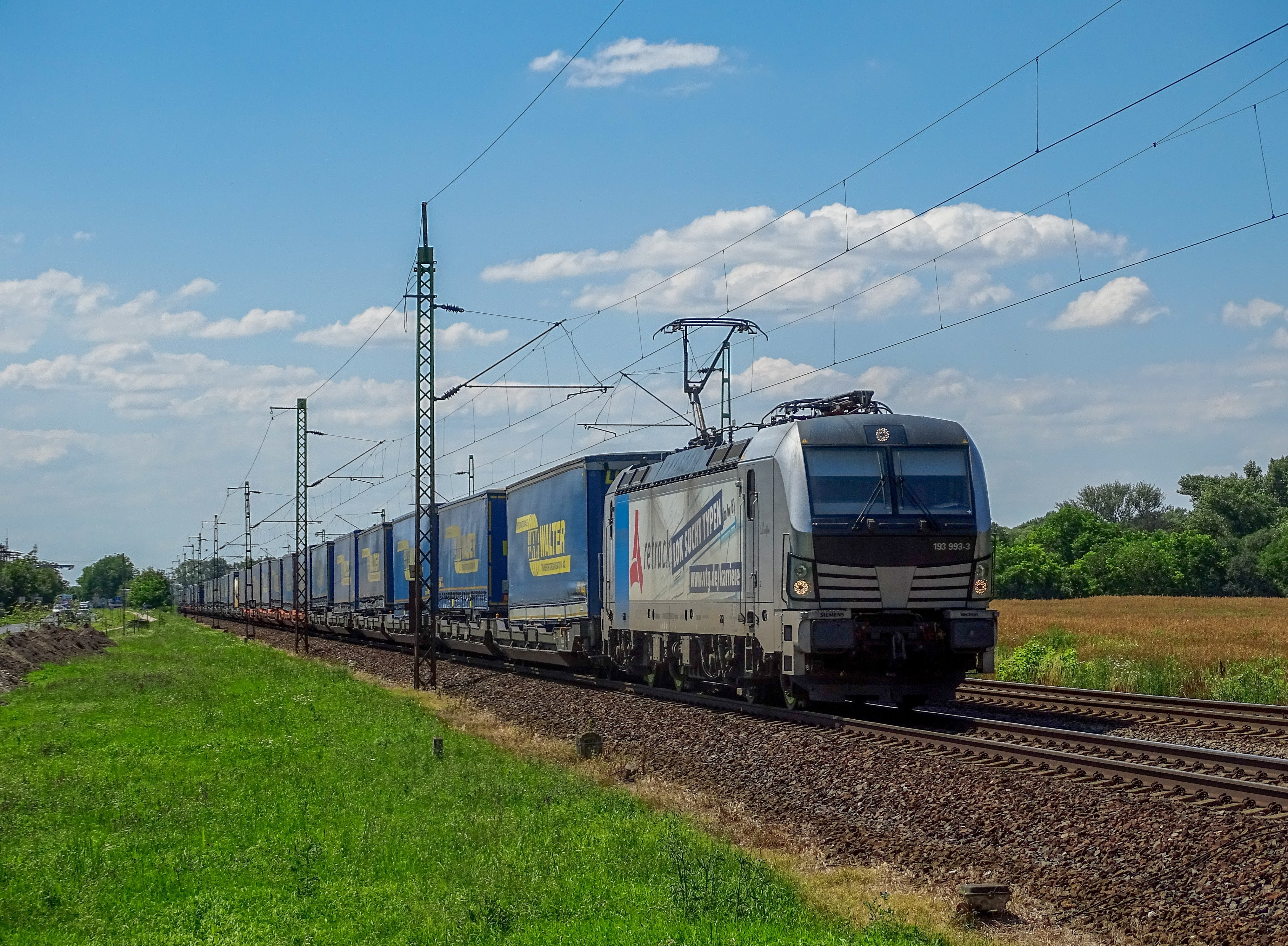
Félpótkocsikat szállító tehervonat

Kombinált árufuvarozás során az áru továbbítása egy fuvarozási szerződés keretében, több fuvarozási ág szolgáltatásainak igénybevételével történik, amelynek során az áru a feladástól az átvevőnek történő kiszolgáltatásig ugyanabban fuvareszközben vagy konténerben marad. A szállítási távolság nagyobb részét környezetbarát vízi vagy vasúti szállítóeszközön teszi meg, az elő- és utófuvarozás rövidebb szakaszai pedig közúti járművel történnek.

A lebonyolítás módja szerint beszélhetünk kísért és nem kísért forgalomról. Előbbinél a teljes közúti járműszerelvény és annak vezetője (személyzete) is "utazik" a vonaton vagy a hajón, utóbbinál általában csak a közúti szerelvényről lecsatolt pótkocsi (félpótkocsi), vagy leemelt konténer továbbítására kerül sor más eszközzel.

A kombinált szállítás a modern közlekedési rendszerek egyik jelképévé vált az utóbbi évtizedekben. A közlekedéssel foglalkozó tudományok egyik központi témája világszerte az áruszállítási technológiák korszerűsítése, egyre fontosabb szempont a környezetvédelem és az energiatakarékosság.

## Kombinált árufuvarozási módok
A kombinált szállítási rendszerek feladata elsősorban a különböző közlekedési ágazatok közötti magas szintű együttműködés megvalósítása: olyan szállítási láncok kialakítása, amelyek lehetőséget biztosítanak az egyes közlekedési ágazatok előnyös tulajdonságainak egy rendszeren belüli kihasználására. A kombinált fuvarozás olyan intermodális szállítás, amelynek során a fuvarozási távolság túlnyomó részét vasúttal, belvízi hajózással vagy rövid tengeri hajózással bonyolítják le és a közúti el- és felfuvarozási távolság a lehető legkisebb. A különböző közlekedési alrendszerek hordozó járművei között csak az árut tartalmazó szállítási egység kerül átrakásra; az áru a feladótól a címzettig egy és ugyanazon konténerben vagy közúti járműben marad. Huckepack szállítási rendszerek esetében az egyik közlekedési alágazat szállítójárművein továbbítják a másik közlekedési alágazat szállítójárműveit.

### Közút – vasút

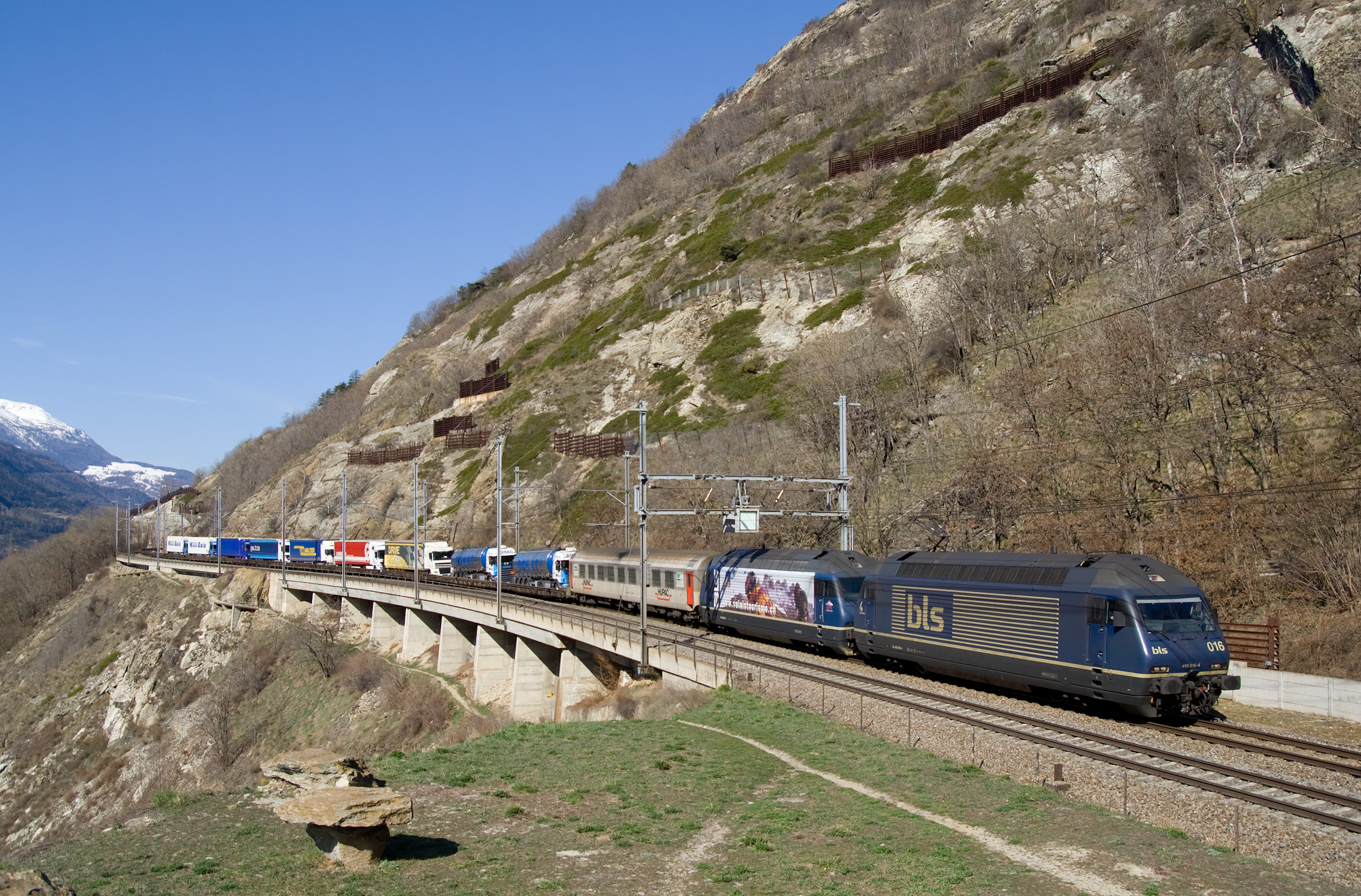
RoLa-vonat Svájcban

Közúti járművek menetrend szerint, zárt vonattal, vasúton történő továbbítása két vasúti terminál között. A kapacitást az adott viszonylat forgalmát szervező operátorok a fuvarozásban részes vasutakkal kötött keretszerződés alapján biztosítják. 
A fuvarozás okmánya CIM-UIRR fuvarlevél, amely a közúti fuvarozó és az operátor (kombi-társaság) közötti szerződés létrejöttét, a küldemény fuvarozásra történt átadását igazolja – reklamációs jogot biztosít a közúti fuvarozónak a kombi-társasággal szemben. A megbízóval (exportőr vagy importőr) szemben a közúti fuvarozó a CMR fuvarlevél alapján közvetlenül felel olyan károk esetén is, amelyek a vasúti szakaszon keletkeztek.
Technológiái
- Kísért (RoLa: Rollende Landstraße magyarul gördülő "országút"): A vonat teljes közúti jármű-szerelvényeket továbbít az indító és fogadó vasúti terminál között, a gépkocsivezetők fekvőhelyes kocsiban kísérik a rakományt. Infrastruktúráját az indító és fogadó terminálon szilárd burkolatú parkoló, betonozott vágány-szakasz, irodahelyiségek és a gépkocsivezetők számára szociális létesítmények képezik. Eszközei: különleges építésű, alacsony rakfelületű vasúti kocsik, mobil rámpa a felhajtáshoz.
- Kíséretlen: Csak a közúti felépítményt (félpót-, pótkocsi vagy csereszekrény) emelik különleges építésű , úgynevezett zsebes vasúti kocsiba és továbbítják vonattal két terminál között. A rakodás módja: daruzás. A közúti fel- és elfuvarozást más-más vontató és személyzet, a kabotázs tilalma miatt gyakran más fuvarozó vállalkozás végzi. Ebből adódóan a közúti fuvarozók érdeklődése kisebb a kíséretlen, mint a kísért forgalom iránt, Magyarországon az igény menetrend szerint közlekedő zárt vonatok indításához nem elegendő.

Magyarországon elérhető irányvonatok
- Kiskundorozsma - Wels (Ausztria)
- Kiskundorozsma - Ljubljana (Szlovénia)
- Arad - Wels (Ausztria)
- Nagyvárad - Wels (Ausztria)

### Közúti-folyami
A közúti tehergépkocsi vagy felépítmény folyami bárkán történő továbbítása két kikötő között. A rakodás gyors és biztonságos, mivel a jármű egy áthidaló szerkezeten (rámpán) keresztül saját kerekein gurul fel illetve le a bárkára illetve bárkáról. A rakodás módja miatt RoRo (roll on-roll off) forgalomnak nevezik. A közúti fuvarozó a folyami fuvarozást szervező operátorral köt szerződést, az ezt bizonyító fuvarokmány nemzetközileg nem egységesített. A megbízóval (exportőr vagy importőr) szemben a közúti fuvarozó a CMR fuvarlevél alapján közvetlenül felel olyan károk esetén is, amelyek a folyami szakaszon keletkeztek.

### Szárazföldi-tengeri

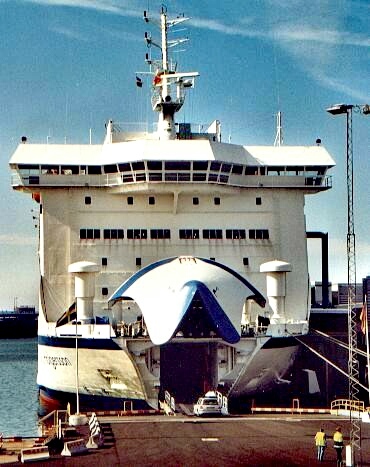
RoRo komphajóval

Rövid tengeri szakaszon (kontinens és szigetországok viszonylatában) közúti járműszerelvények illetve vasúti kocsik menetrend szerint közlekedő komphajóval (RoRo hajó, Ferry-boat vagy Railship) történő továbbítása. A szárazföldi fuvarozó járműve tengeri továbbítására a hajóstársaság ügynökével köt szerződést. Ennek bizonyítéka a menetjegy, amely reklamációs jogot biztosít a szárazföldi fuvarozó számára a hajóstársasággal szemben, amennyiben annak felróható kár keletkezik a tengeri fuvarozás során a járműben és/vagy rakományában. A megbízóval (exportőr vagy importőr) szemben a közúti fuvarozó a CMR fuvarlevél, a vasút a CIM fuvarlevél alapján közvetlenül felel olyan károk esetén is, amelyek a tengeri szakaszon keletkeztek.

### Folyami-tengeri
Különböző kontinenseken fekvő folyami kikötők között a küldemények légmentesen zárható bárkákban történő továbbítása, amelyek a tengeri fuvarszakaszt különleges építésű bárkahordozó hajókon teszik meg. A folyam-tengeri kombinált fuvarozásra az exportőr/importőr vagy szállítmányozója szerződik. A szerződéskötést igazoló fuvarokmány  alapján az operátor a két folyami kikötő közötti teljes fuvarozásra közvetlen felelősséggel tartozik a fuvaroztatóval szemben.

### Konténer rakomány kombinált vagy multimodális fuvarozása
Önmagában csak forgalom-szervezési szempontból tekinthető kombinált fuvarozásnak. A tengerentúli konténeres forgalom lebonyolítása akkor felel meg a kombinált fuvarozás ismérveinek, ha a fuvaroztató a feladástól a címzettnek történő kiszolgáltatásig egy fuvarozási szerződés keretében jut hozzá az összes (fuvarozási, átrakási, kezelési, tájékoztatási stb.) szolgáltatáshoz. Ennek előfeltétele, hogy egy fővállalkozó (MTO - Multimodal Transport Operator) vállalja a fuvaroztatóval szemben a teljes lebonyolítást, ezzel együtt a közvetlen felelősséget árukárokért és fuvarozási határidő túllépéséért, az általa kibocsátott multimodális fuvarokmány alapján. Az alvállalkozókkal kötött szerződések révén pedig gondoskodnia kell a továbbítási folyamatok zavartalanságáról.
Változatai:
- Fuvarozó (hajóstársaság) (Carrier`s haulage ) által szervezett multimodális fuvarozás, operátora a hajóstársaság ügynöke.
- Nem fuvarozói szervezésű (a hajóstársaság szemszögéből) továbbítás (Merchant`s haulage), a hajóstársaság ebben az esetben az alvállalkozók egyike. Az MTO szerepét ez esetben szállítmányozó tölti be, közvetlen fuvarokmánya a FIATA Multimodal Bill of Lading.

Magyarországon elérhető irányvonatok:
- DUNA-ELBA CONTAINER EXPRESSZ Budapest BILK /Rajka - Hamburg/Bremerhaven (Németország)
- JADRAN CONTAINER EXPRESSZ Budapest BILK - Koper (Szlovénia)
- BUSO CONTAINER EXPRESSZ Budapest BILK - Sopron
- ZALOG CONTAINER EXPRESSZ Budapest - Ljubljana/Zalog (Szlovénia)
- ERS CONTAINER EXPRESSZ Koper - Szombathely - Budapest Kikötõ Prága - Budapest kikötõ
- ETCE CONTAINER EXPRESSZ Sopron - Halkali (Törökország)
- EHCE CONTAINER EXPRESSZ Sopron - Szaloniki (Görögország)
- DANUBIA CONTAINER EXPRESSZ Sopron - Bukarest (Románia)

## A kombinált szállítás jövője
Az európai kombinált szállítás teljesítményei, akárcsak az intermodális szállítási teljesítmények mindenütt a világon, várhatóan a következő évtizedekben is folyamatosan növekedni fognak. Az előrejelzések szerint az ún. "nem kísért" kombinált szállítási módok fejlődése lesz a meghatározó, ami az eddigi tapasztalatok alapján egyértelműnek látszik, hiszen a kísért technológiák korábban is a kombinált szállítási módok kényszermegoldásai közé tartoztak. Egy az UIC számára készített tanulmány szerint az európai kombinált forgalom 2015-re a 2002-es év forgalmához képest több mint kétszeresére növekedhet, 4,74 millió TEU-ról 10,2 millió TEU-ra (+113%). Igazán érdekes azonban, hogy a kísért és a nem kísért kombinált forgalom várható növekedése lényegesen különböző, azaz a kísért kombinált forgalom RoLa mindössze +13%-kal (1,26 millió TEU-ról 1,5 millió TEU-ra), a nem kísért forgalom +135%-kal (3,48 millió TEU-ról 8,7 millió TEU-ra) növekedhet. Mindez tehát előrevetíti azt, hogy a konténerek és cserefelépítmények szállítása mellett az európai kombinált forgalom legfontosabb feladata a nem daruzható közúti félpótkocsik nem kísért szállítása lesz.